# Classe Holiday
La classe Holiday est une classe de trois navires de croisière réalisée pour l'opérateur américain de croisière Carnival Cruise Lines du groupe Carnival Corporation & PLC.
Le premier, le MS Holiday fut construit au Danemark à Aalborg et les deux autres, les MS Jubilee et MS Celebration sur le chantier naval suédois Kockums à Malmö.

## Conception
Cette classe Holiday fut la première classe de navires neufs construits pour Carnival Cruise Lines.

Les trois unités furent vendues à d'autres opérateurs de croisière et, par la suite, échoués et démantelés à Alang, en Inde.

## Les unités de la classe
| Nom            | Construction | Service     | Tonnage (GT) | Pays d'enregistrement | Affectation | Note                                                      |
| -------------- | ------------ | ----------- | ------------ | --------------------- | ----------- | --------------------------------------------------------- |
| MS Magellan    | 1985         | depuis 1986 | 46.052       | Panama                |             | Magellan CMV depuis 2014                                  |
| MS Jubilee     | 1985         | depuis 1986 | 47.262       | Malte                 |             | Pacific Sun P & O Cruises Australia depuis 2004           |
| MS Celebration | 1985         | depuis 1986 | 47.262       | Bahamas               |             | Grand Celebration Bahames Paradis Cruise Line depuis 2014 |